# (10220) Pigott
(10220) Pigott est un astéroïde de la ceinture principale.

## Description
(10220) Pigott est un astéroïde de la ceinture principale. Il fut découvert le 20 octobre 1997 à l'observatoire Goodricke-Pigott par Roy A. Tucker. Il présente une orbite caractérisée par un demi-grand axe de 2,69 UA, une excentricité de 0,12 et une inclinaison de 12,4° par rapport à l'écliptique.

## Compléments